# ادوارد ژنتارا
ادوارد ژنتارا (لهستانی: Edward Żentara؛ ‏ ۱۸ مارس ۱۹۵۶ – ۲۵ مهٔ ۲۰۱۱) بازیگر اهل لهستان بود.
از فیلم‌ها یا مجموعه‌های تلویزیونی که وی در آن‌ها نقش داشته‌است، می‌توان به ترفند، عروس جنگ، موج جرم و جنایت، تبر، پاپ ژان پل دوم، مهمانسرا، قضاوت درباره فراچیشکا کووسا، پیروزی روح و زندگی برای زندگی: ماکسیمیلیان کلبه اشاره نمود.